# 高原早熟禾
高原早熟禾（学名：Poa alpigena）为禾本科早熟禾属下的一个种。